# Milan Antonović
Milan Antonović (en serbe cyrillique : Милан Антоновић ; né en 1850 à Belgrade et mort en 1929 à Belgrade) était un architecte serbe. Son style se caractérise par l'éclectisme, avec des influences provenant à la fois du néoclassicisme académique et de la Sécession.

## Œuvres

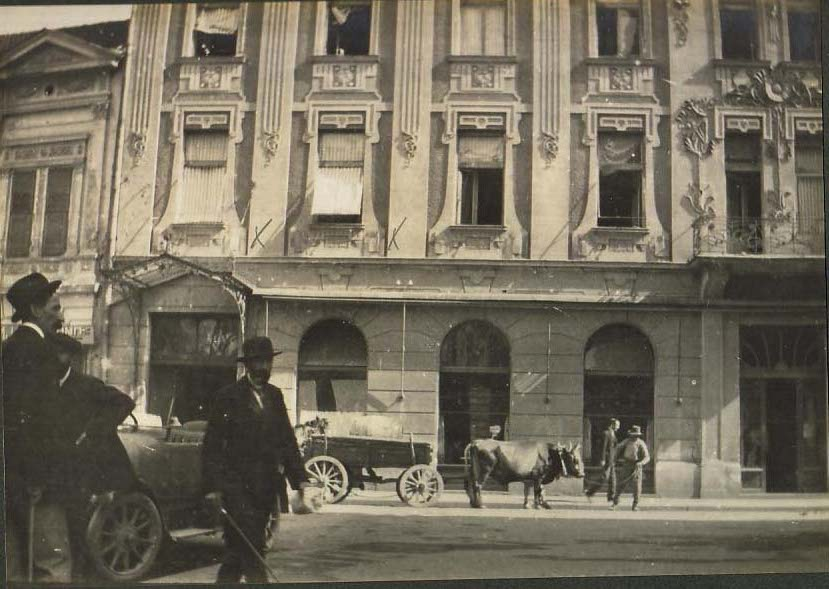
Le Grand Hôtel de Belgrade en 1919

Milan Antonović a réalisé de nombreux bâtiments en Serbie et, notamment, à Belgrade. Parmi ses réalisations les plus importantes figurent le complexe de l'hôpital public de Belgrade, l'école élémentaire de Palilula (41 rue Takovska), bâtie en 1894, le palais Anker sur Terazije, construit en 1899, et l'atelier photographique de Milan Jovanović, construit en 1903.
L'architecte a également conçu les plans du Grand Hôtel de la rue Knez Mihailova ou ceux de la maison de la Société pour l'embellissement de Vračar, construit en 1902.
La maison de Dimitrije Živadinović a été construite en 1904.